# PyPy
PyPy（/ˈpaɪpaɪ/）是一种Python编程语言实现，可用于替代CPython（它是标准实现）。由于PyPy解释器在其内部采用了即时编译器，通常运行得比只是单纯解释器的CPython更快。多数Python代码可以很好的运行在PyPy之上，除非代码依赖于CPython扩展，它们在运行于PyPy的时候，要么不工作要么招致一些开销。PyPy在内部使用叫做元跟踪的技术，它将解释器变换成跟踪即时编译器。因为解释通常比编译器要容易写，但运行得更慢，这种技术可以更容易的产生出编程语言的高效实现。PyPy的元跟踪工具链叫做RPython。
PyPy正式支持Python 2.7和3.11，但在实现上与CPython有一些不同之处。

## 细节和动机
PyPy被构思为使用一种类似于Python的编程语言来书写Python实现。目的是易于辨识出可改进的区域，并使得PyPy更加灵活和易于同CPython进行试验。
PyPy目标是为产生动态语言实现提供通用转换和支持框架，强调了在语言规定和实现方面之间的明晰分离。它还致力于提供规矩的、灵活的和快速的Python编程语言实现，使用上述框架来启用新的高级特征而不需要在其中编码低层细节。

### RPython
PyPy解释器自身是使用叫作RPython（Restricted Python）的Python受限子集书写的。RPython在Python语言上施加了一些约束，使得一个变量的类型可以在编译时间推论出来。
PyPy计划开发了一个工具链来分析RPython代码并将它转译成某种形式的字节码，它可以降低为C。除了C之外还有过其他后端：Java、C#和Javascript，但是它们遭受了软件腐败而已经移除了。PyPy的递归式图标是一个吞噬自己的蛇，因为RPython是用Python解释器转译的。代码还可以不转换的运行来测试和分析，这为动态语言研究提供了很好的试验台。
它允许可插拔的垃圾回收，还有可选的启用Stackless Python特征。最后，它包括了即时编译（JIT）生成器，在解释器源代码中加入一些标注，就能在解释器中建造入即时编译器。生成的JIT编译器是跟踪JIT。
RPython现在也用于书写非Python语言实现比如Pixie。

## 项目状态
第一个兼容于CPython v3的PyPy版本是2014年的PyPy v2.3.1。兼容于CPython v3的PyPy解释器叫作PyPy3。
PyPy有着在32-bit/64-bit x86和32-bit/64-bit ARM处理器上的JIT编译支持。它已经夜间测试于Windows、Linux、OpenBSD和Mac OS X之上。PyPy能够运行不依赖于特定于实现特征的纯Python软件。
有叫作CPyExt的针对CPython C API扩展的兼容层，但它是不完全和实验性的。同C共享库交互的较好方式是通过内建的C外界函数接口（CFFI）或ctypes库。

### 历史
PyPy可溯源至Psyco计划，它是Python的即时特殊化编译器，由Armin Rigo在2002年至2010年间开发。最初时，RPython还可以被编译成Java字节码、CIL和JavaScript，但是这些后端由于缺乏价值而被移除了。
PyPy最初是研究和面向开发的项目。在2007年中期达到了开发成熟状态并官方发行了1.0版本，接下来它聚焦于发行更好的CPython兼容性的生产级版本。

### 资助
PyPy在2004年十二月至2007年三月期间由欧盟特殊目标研究计划资助。在2008年六月，PyPy宣布获得资助为Google开源规划的一部份，允诺使PyPy更加兼容于CPython。